# „Andromeda” znaczy śmierć
„Andromeda” znaczy śmierć (ang. The Andromeda Strain) – powieść (technothriller) z 1969 roku autorstwa Michaela Crichtona, dokumentująca wysiłki zespołu naukowców powołanych do zbadania serii zgonów w małym miasteczku w Arizonie, po upadku satelity wojskowego.
W 1971 powstała ekranizacja powieści pod tym samym tytułem (w Polsce opatrzony był tytułem Tajemnica Andromedy). Natomiast w 2008 roku powstał czteroodcinkowy miniserial.
12 listopada 2019 roku wydana została książka autorstwa Daniela H. Wilsona The Andromeda Evolution będąca sequelem powieści Crichtona.